# ناحیه هزاره

ناحیه هزاره اکنون به شهر/ولسوالی‌های ایبت‌آباد ، مانسهره و هریپور تقسیم شده است.

ناحیه هزارہ یکی از نواحی تقسیمات اداری بخش پیشاور در ایالت سرحد شمال‌غربی پاکستان بود. این ناحیه تا سال ۱۹۷۶ (۱۳۵۵) وجود داشت، تا اینکه به دو ناحیه‌ی ایبت‌آباد و مانسهره تقسیم شد. پس از آن، ناحیه‌ی جدید هری‌پور از ایبت‌آباد جدا گردید و نواحی بتگرام و تورغر نیز از مانسهره مستقل شدند.

## تاریخچه
ناحیه هزاره پس از جنگ دوم انگلیس و سیک‌ها در سال‌های ۱۸۴۸ تا ۱۸۴۹ (۱۲۲۷ و ۱۲۲۸)، از سلطه حاکمان پیشین سیک به دست بریتانیایی‌ها ضمیمه قلمرو هند بریتانیا شد.

### وضعیت کنونی
منطقه هزاره اکنون به پنج بخش ایبت آباد، مانسهره، هریپور، بتگرام و تور غر تقسیم شده است.

## جغرافیا
روزنامه حکومت هند بریتانیا، این منطقه را به شرح زیر توصیف کرده است:
| « | بخش هزاره شمالی‌ترین بخش ایالت سرحد شمال‌غربی در پاکستان بود و تنها ناحیه‌ای از این ایالت که در شرق رود سند قرار داشت. این منطقه میان عرض‌های جغرافیایی ۳۳ درجه و ۴۴ دقیقه تا ۳۵ درجه و ۱۰ دقیقه شمالی، و طول‌های جغرافیایی ۷۲ درجه و ۳۳ دقیقه تا ۷۴ درجه و ۶ دقیقه شرقی قرار داشت و مساحتی برابر با ۲٬۸۵۸ مایل مربع داشت که با احتساب تنوال ، این مساحت به ۳٬۰۶۲ مایل مربع می‌رسید. این بخش شامل یک نوار طولانی از قلمرو بریتانیا بود که به طول ۱۲۰ مایل از جنوب به شمال کشیده شده بود. پهنای جنوبی آن ۵۶ مایل، میانه‌اش ۴۰ مایل، و درۀ کاگان در شمال‌شرق آن حدود ۱۵ مایل عرض داشت. در شمال، رشته‌کوه کاگان آن را از چلاس، یکی از مناطق تابعه کشمیر، جدا می‌کرد؛ از شرق، رشته‌کوهی که در امتداد کرانۀ چپ رود کنر و رود جهلم قرار داشت، آن را از کشمیر، پونچ، و ناحیۀ راولپندی در پنجاب جدا می‌ساخت؛ در شمال‌غرب، کوه سیاه و رشته‌کوه‌های بلندی قرار داشتند که بر کرانۀ شرقی رود سند مشرف بودند؛ و از جنوب نیز با ناحیۀ اٹک در پنجاب هم‌مرز بود. بدین ترتیب، بخش هزاره مانند یک تیغه تبر از قلمرو بریتانیا به میان کشمیر در شرق و کوهستان‌های مستقل در غرب رانده شده بود. هزاره دارای طیفی گوناگون از چشم‌اندازها، بلندی‌ها، و اقلیم‌ها بود. درۀ هاروه با ارتفاعی حدود ۱۵۰۰ پا از سطح دریا آغاز می‌شود و به دشت هزاره می‌رسد که مساحتی حدود ۲۰۰ مایل مربع دارد و ارتفاع متوسط آن حدود ۲۵۰۰ پا است. در ارتفاعی بالاتر، دشت اوراش قرار دارد که شهر اَبت‌آباد در آن میان ارتفاع ۴۰۰۰ تا ۵۰۰۰ پا از سطح دریا واقع است. و سرانجام درۀ کاگان که حدود یک‌سوم از کل مساحت منطقه را در بر می‌گیرد، دره‌ای کوهستانی و کم‌جمعیت است که میان رشته‌کوه‌هایی موازی محصور شده است. این کوه‌ها به ارتفاع ۱۷۰۰۰ پا می‌رسند و هرگز بیش از ۱۵ مایل از هم فاصله ندارند. آن‌ها شاخه‌هایی به درون دره می‌فرستند که تنها یک دره مرکزی باریک باقی می‌گذارند که رود کنر از آن عبور کرده و به جهلم می‌ریزد. . | » |